# Elizabeth Seymour

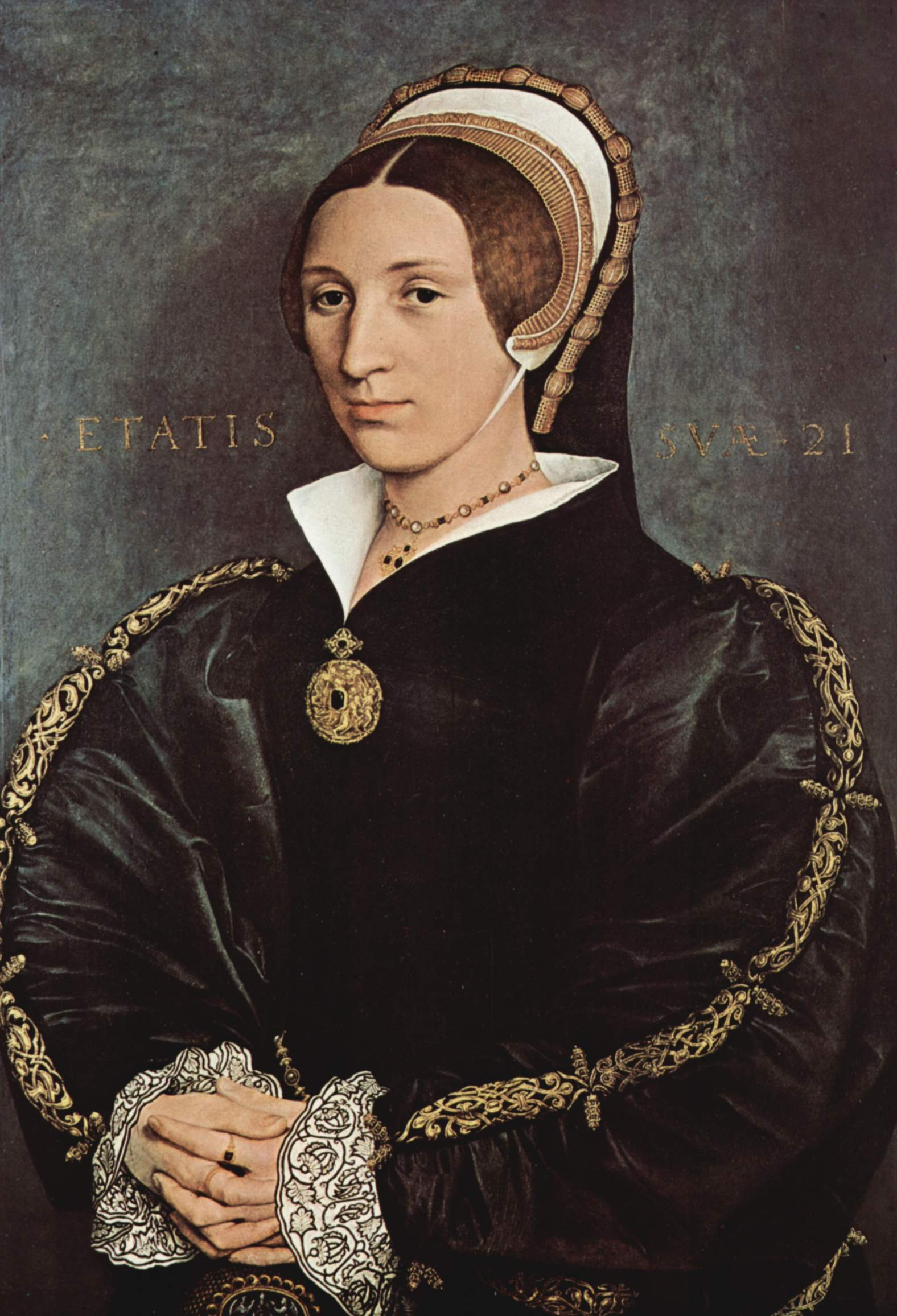
"Retrato de Mujer Desconocida", posiblemente Elizabeth Seymour por Hans Holbein el Joven.

Lady Elizabeth Seymour (ca. 1511 - 1563), hija de John Seymour y hermana de Juana Seymour, tercera esposa de Enrique VIII de Inglaterra.

## Biografía
Fue una de los cinco hijos de Sir John Seymour y Margery Wentworth, hermana de Juana Seymour, tercera esposa de Enrique VIII de Inglaterra, y de Edward Seymour, I duque de Somerset y Thomas Seymour I Barón de Sudeley, también fue tía de Eduardo VI de Inglaterra.
Elizabeth se casó en primeras nupcias con Anthony Ughtred (o Oughtred) quien murió en 1534, el matrimonio tuvo 1 hijo, Henry Ughtred (c. 1527-?)
Junto a Juana sirvieron como Damas de Compañía de la segunda esposa del Rey de Inglaterra Enrique VIII, Ana Bolena, de quien eran primas en segundo grado. Los Seymours se granjearon la confianza del rey quien dirigió su atención a Juana. El 30 de mayo de 1536, once días después de la ejecución de Ana Bolena, Enrique y Juana contrajeron matrimonio.
Elizabeth pasó a ser primera dama de Honor de Juana, quien falleció doce días después de dar a luz a su hijo el Príncipe Eduardo en 1537. Al año siguiente, Elizabeth se casó con Gregory Cromwell, hijo del Ministro Thomas Cromwell, con quien tuvo cinco hijos, Henry Cromwell (1538-1592),Frances Cromwell (1544- 7 de febrero de 1562), Catalina Cromwell, Edward Cromwell y Thomas Cromwell.
También participó en la bienvenida oficial para Ana de Cleves, cuarta esposa del Rey, cuando ésta arribó desde Alemania y después de la anulación de ese matrimonio, se convirtió en Dama de Compañía de la quinta esposa del soberano Catalina Howard.
Con la ejecución de Thomas Cromwell por traición a la corona y herejía, declinó la fortuna de su familia. Igualmente Elizabeth sirvió como Dama de Compañía de la sexta y última esposa del rey, Catalina Parr. Tras la muerte del Rey en 1547, su hermano Thomas se casó secretamente con Catalina Parr, quien murió a causa de complicaciones en el parto en 1548, por otra parte, su hermano Edward se convirtió en Lord Protector y Regente durante gran parte del reinado del joven Rey Eduardo quien moriría antes de cumplir la mayoría de edad.
Ambos hermanos de Elizabeth, Edward y Thomas, fueron ejecutados por traición durante el reinado de Eduardo VI. Ella se convirtió en viuda tras la muerte de Gregory en 1551. Tres años más tarde volvió a casarse, esta vez con John Paulet, Marqués de Winchester. 
Murió en 1563 a la edad de 52 años.

## Retrato
Estudiosos victorianos habían identificado un retrato de Hans Holbein el Joven  con la leyenda ETATIS SVA 21 como perteneciente a Catalina Howard, pero la historiadora Antonia Fraser ha argumentado que esa imagen es más probablemente de Elizabeth Seymour, principalmente porque su atuendo es el que se usaba en la viudez, Catalina no habría tenido motivos para usar un vestido como ese, pero Elizabeth sí, ya que su primer marido murió en 1534. Pero el color negro no tiene que representar la muerte de un ser querido o la viudez; en aquella época, el tinte negro era muy caro, y solo lo compraban familias ricas, por lo que solía representar las riquezas y el poder. En ese caso la mujer del retrato podría ser Catalina Howard. 
El retrato, actualmente ubicado en el Museo de Arte de Toledo, fue durante mucho tiempo asociado a la trágica quinta esposa del Rey Enrique e incluso en las tiendas de la Torre de Londres es esta imagen la que se tiene y comercializa como suya. Sin embargo la National Portrait Gallery, que exhibe la pintura en Montacute House en Somerset, la presenta con el nombre de Mujer desconocida, antiguamente conocida como Catalina Howard.